# 萨沙·皮特洛维奇

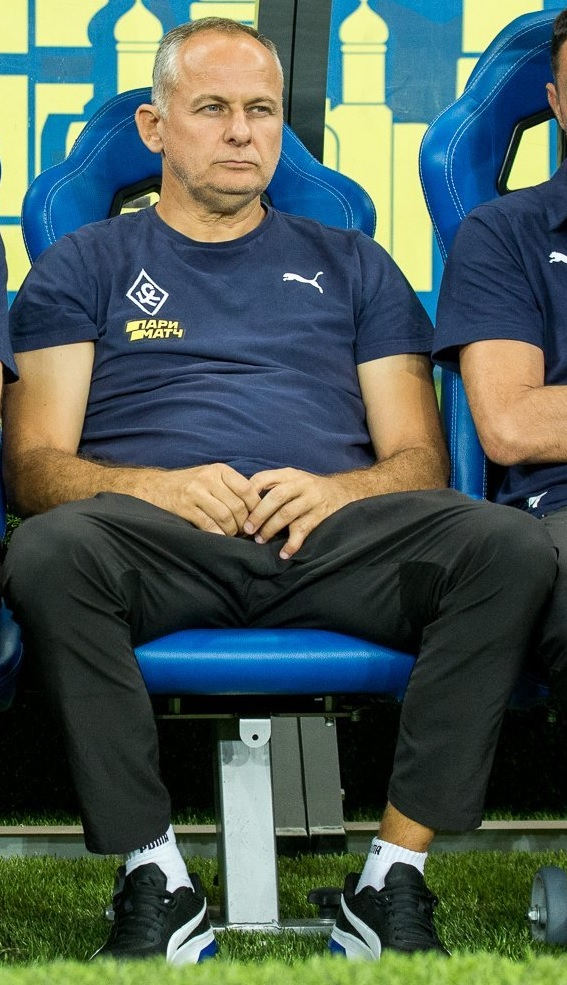
2019年（53歲）

萨沙·皮特洛维奇（Saša Petrović，1966年12月31日—），簡稱萨沙，南斯拉夫（後來代表黑山）的足球运动员，司职守门员。

## 职业生涯
萨沙最为著名的经历在中国，1999年加盟山东鲁能泰山，帮助球队获得当年1999年甲A联赛和足协杯的双料冠军，创下一个赛季仅仅失13球的中国纪录，至今未能打破，令到攻力惨淡的鲁能每每被“围着鲁能一顿射，萨沙高接低挡啥事没有，给人感觉还挺轻松，然后鲁能一个反击球进了”。1999年甲A联赛初，前三场可能还没磨合熟悉丟了5球，賽季餘下23場僅丟8球。該年足协杯决赛3:2战胜大连，萨沙“居然丢了两个球”，可見球迷眼中他的能力多强。 鲁能該年进攻極爛，在最后三场屠弱隊捞分之前，全年只进了23个球。由此各队纷纷引入外籍门将，导致在2000年赛季后中国足协禁止引进外籍守门员。